# Leonard Freeman
Leonard Freeman (31 de octubre de 1920-20 de enero de 1974) fue un guionista y productor televisivo estadounidense. 

## Biografía
Nacido en el condado de Sonoma, California, su logro más famoso fue la creación en 1968 de la serie televisiva de la CBS Hawaii Five-O, programa que se emitió a lo largo de doce temporadas, y que marcó un récord dentro de los dramas criminales.  
Entre sus otras producciones, escribió guiones para la serie Men of Annapolis. Además, en 1960 escribió para la serie Ruta 66, en 1962 produjo Los Intocables, y en 1967 fue también productor del western de Clint Eastwood Hang 'Em High.. 
Leonard Freeman falleció en Palo Alto, California, en 1974, en plena sexta temporada de Hawaii Five-O, a causa de complicaciones surgidas tras someterse a una operación cardíaca.